# Monsieur contre Madame
Pour plus de détails, voir Fiche technique et Distribution.
Monsieur contre Madame est un documentaire français réalisé par Claudine Bories, sorti en 2000.

## Fiche technique
- Titre : Monsieur contre Madame
- Réalisation : Claudine Bories
- Photographie : Raymond Vidonne
- Son : Pierre Carrasco
- Montage : Dominique Faysse
- Mixage : Thierry Moizan
- Production : Périfilms
- Production exécutive : Patrice Chagnard
- Production déléguée : Jean-Patrick Lebel
- Pays de production :  France
- Durée : 90 minutes
- Date de sortie : France, 4 octobre 2000

## À propos du film
- « La fascinante comédie humaine sur la scène neutre, blanche, close, d’un appartement banal à pleurer aux pieds de tours HLM (point de rencontre où s’exerce, devant un médiateur, le “ droit de visite ” légal aux enfants de couples séparés). L’unité de ce lieu, l’absolue sobriété et la juste distance du regard d’une cinéaste (qui ne juge jamais) révèle et met à nu, comme au scalpel, le travail de “ désamour ” déchirant des couples en guerre. » (Jean-Pierre Thorn, sur le site de l'ACID).

## Sélections
- 1999 : Festival de Cannes (sélection ACID)
- 1999 : Festival des films du monde de Montréal